# Indische Cricket-Nationalmannschaft in Australien in der Saison 1967/68
Die Tour der indischen Cricket-Nationalmannschaft nach Australien in der Saison 1967/68 fand vom 23. Dezember 1967 bis zum 31. Januar 1968 statt. Die internationale Cricket-Tour war Bestandteil der Internationalen Cricket-Saison 1967/68 und umfasste vier Tests. Australien gewann die Serie 4–0.

## Vorgeschichte
Für beide Mannschaften war es die erste Tour der Saison.
Das letzte Aufeinandertreffen der beiden Mannschaften bei einer Tour fand in der Saison 1964/65 in Indien statt.

## Stadien
Die folgenden Stadien wurden für die Tour als Austragungsort vorgesehen.
| Stadion                  | Stadt     | Kapazität | Spiele  |
| ------------------------ | --------- | --------- | ------- |
| Adelaide Oval            | Adelaide  | 53.583    | 1. Test |
| The Gabba                | Brisbane  | 42.000    | 3. Test |
| Melbourne Cricket Ground | Melbourne | 100.024   | 2. Test |
| Sydney Cricket Ground    | Sydney    | 48.000    | 4. Test |

## Kaderlisten
Die Mannschaften benannten die folgenden Kader.
| Test | Test |
| Australien | Indien |
| --- | --- |
| - Bob Simpson (K) - Bill Lawry (VK) - Ian Chappell - Alan Connolly - Bob Cowper - Eric Freeman - John Gleeson - Neil Hawke - Barry Jarman (wk) - Les Joslin - Graham McKenzie - Ian Redpath - David Renneberg - Paul Sheahan - Doug Walters | - Nawab of Pataudi (K) - Chandu Borde (VK) - Syed Abid Ali - Bishan Bedi - Bhagwath Chandrasekhar - Ramakant Desai - Farokh Engineer (wk) - Motganhalli Jaisimha - Umesh Kulkarni - Bapu Nadkarni - Erapalli Prasanna - Dilip Sardesai - Venkataraman Subramanya - Rusi Surti - Ajit Wadekar |

## Tests

### Erster Test in Adelaide
| 23. – 28. Dezember Scorecard | Adelaide | Australien 335 (92.1) & 369 (88.5) | – | Indien 307 (71.4) & 251 (60.2) |
|                              |          | Australien gewinnt mit 146 Runs    |   |                                |

### Zweiter Test in Melbourne
| 30. Dezember – 3. Januar Scorecard | Melbourne | Indien 173 (57.4) & 352 (84.7)                  | – | Australien 529 (105.3) |
|                                    |           | Australien gewinnt mit einem Innings und 4 Runs |   |                        |

### Dritter Test in Brisbane
| 19. – 24. Januar Scorecard | Brisbane | Australien 379 (112.2) & 294 (83.4) | – | Indien 279 (100) & 355 (109.6) |
|                            |          | Australien gewinnt mit 39 Runs      |   |                                |

### Vierter Test in Sydney
| 26. – 31. Januar Scorecard | Sydney | Australien 317 (86.6) & 292 (85.3) | – | Indien 268 (85.1) & 197 (73.6) |
|                            |        | Australien gewinnt mit 144 Runs    |   |                                |